# Eduard Oberg
Heinrich Gerhard Eduard Oberg (Hamm, 16 de setembro de 1858 - Berlim, 1º de outubro de 1917) foi secretário de obras alemão da Royal Prussian State Railway, mas também era conhecido como advogado, provavelmente por camuflagem. Estava particularmente comprometido com o movimento de emancipação homossexual de sua época.

## Vida
Oberg era filho do anfitrião e padeiro Carl Diedrich Oberg e de sua esposa Henriette Wilhelmine Isenbeck. Após a sua formação, trabalhou na administração prussiana como oficial ferroviário, primeiro na sua cidade natal de Hamm, de 1897 a 1903 em Hanover, depois até cerca de 1910 em Bromberg e finalmente em Berlim, agora como corsário. Em 1896 conheceu Magnus Hirschfeld por meio de Max Spohr, que foi editor do seu livro Sappho and Sokrates.
O Comitê Científico-Humanitário (WhK) foi fundado no dia 15 de maio de 1897 por Hirschfeld, Spohr, Oberg e o escritor Franz Joseph von Bülow em Berlim. Oberg não apenas apoiou o WhK financeiramente, mas também se tornou o presidente do WhK no comitê executivo de 1910 em diante.
Em 1917, Oberg suicidou-se durante a Primeira Guerra Mundial aos 59 anos.